# Farchant
Farchant er en kommune i Landkreis Garmisch-Partenkirchen i Regierungsbezirk Oberbayern i den tyske delstat Bayern.

## Geografi
Farchant ligger i Region Oberland i Werdenfelser Land.